# Lespourcy
Lespourcy é uma comuna francesa na região administrativa da Nova Aquitânia, no departamento dos Pirenéus Atlânticos. Estende-se por uma área de 7 km². Em 2010 a comuna tinha 196 habitantes (densidade: 28 hab./km²).